# Baureihe 150
De  DB Baureihe 150 tot 1968 bekend als E50 is een elektrische locomotief bestemd voor het zware goederenvervoer van de Deutsche Bundesbahn (DB). 

## Geschiedenis
De serie is gebouwd volgens het conceptplan Einheitselektrolokomotive, welke voorzag in de bouw van nieuwe generaties elektrische locomotieven ter vervanging van de vooroorlogse elektrische locomotieven en de nog veel aanwezige stoomlocomotieven. De eerste locomotiefserie volgens dit plan is de E10. De locomotieven van deze serie werden na de Tweede Wereldoorlog ontwikkeld en gebouwd door meerdere fabrikanten. Het mechanische gedeelte werd gebouwd door Henschel te Kassel, door Krauss-Maffei te München-Allach en door Krupp te Essen en de elektrische installatie gebouwd door AEG, door BBC en door Siemens.

## Constructie en techniek
De locomotief heeft een stalen frame dat rust op twee drieassige draaistellen. In de draaistellen wordt elke as door een elektrische motor aangedreven. Om een te zware belasting van een enkel draaistel te voorkomen zijn de draaistellen met een speciale koppeling met elkaar verbonden.

### Nummers
De locomotieven zijn door de Deutsche Bundesbahn (DB) als volgt genummerd.
- E50 001 - 194: na 1968 vernummerd in 150 001 - 194

## Treindiensten
De locomotieven werden door de Deutsche Bahn (DB) vooral ingezet voor zware goederentreinen en later soms ook voor personentreinen en opdrukdiensten op steile trajecten. Een probleem van deze loc is de grote aanzettrekkracht van bijna 450 kN (45 ton). Dit is twee keer zoveel als de sterkste goederentreinstoomloc, de DRG Baureihe 44. De machinist moet daarom voorzichtig de trein in beweging zetten om breuk in de schroefkoppeling te voorkomen.

## Foto's

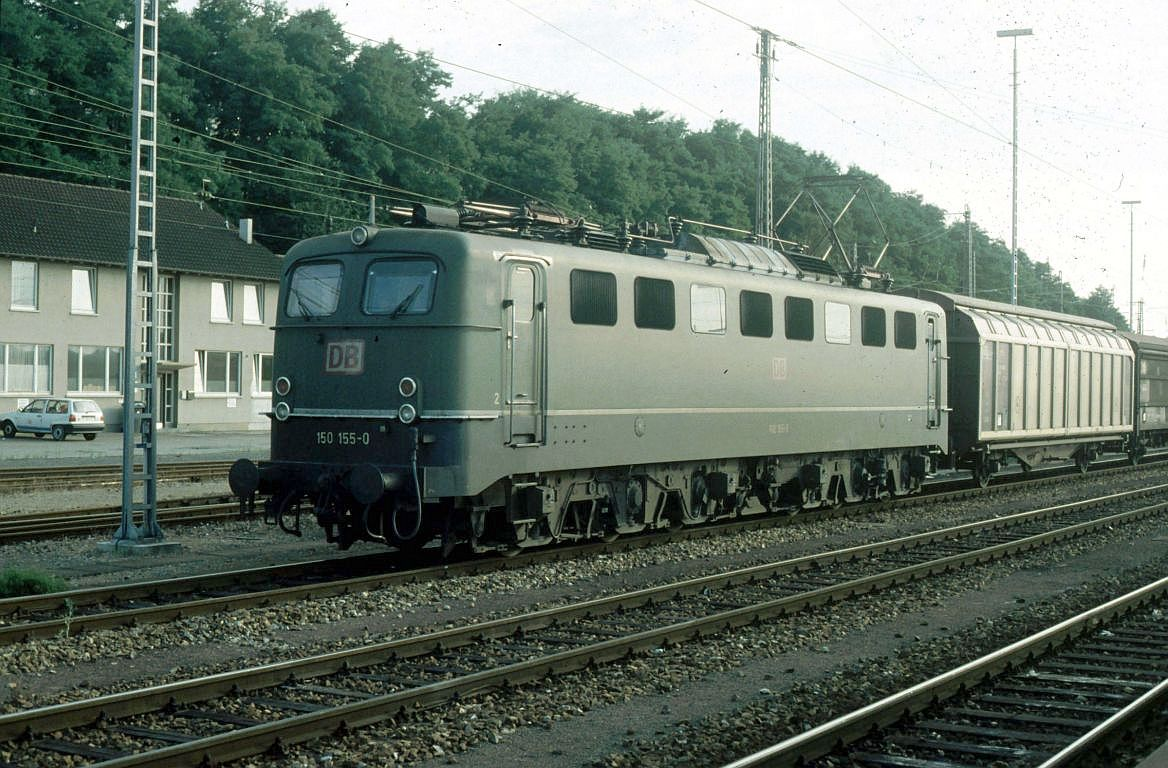
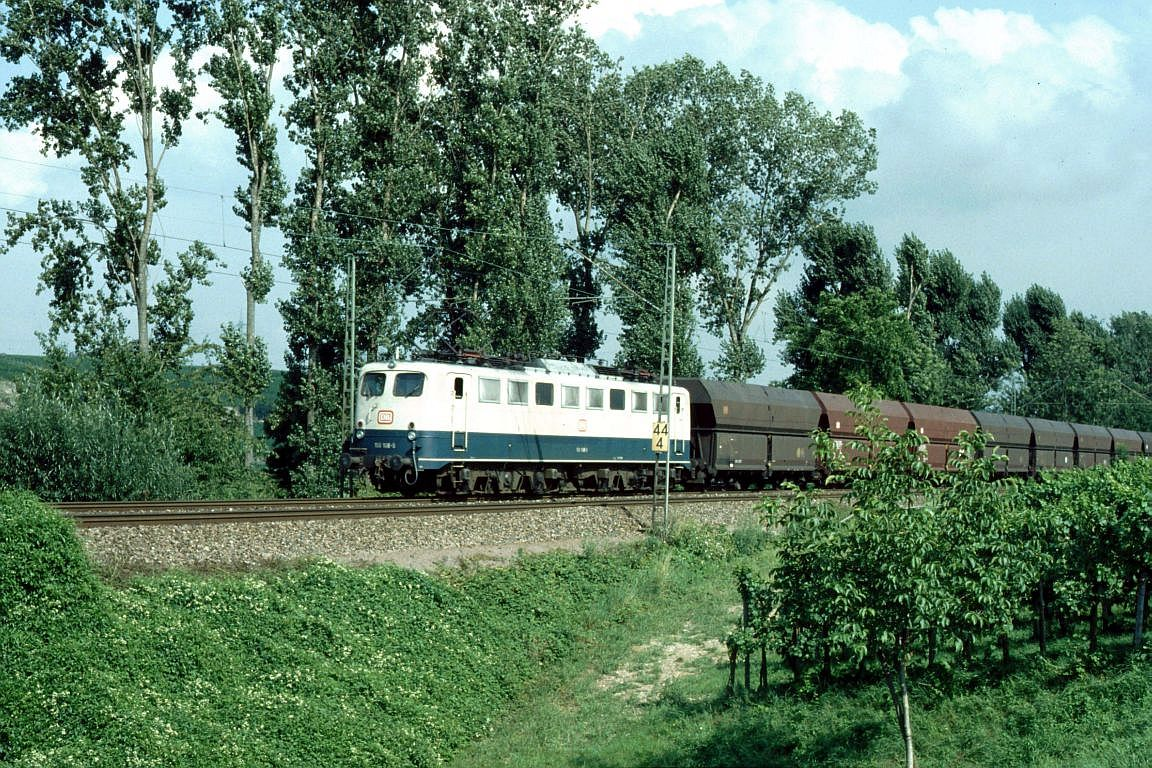

In dit overzicht staan eveneens treinen van de Deutsche Bundesbahn (DB) en van de Deutsche Reichsbahn (DR)